# サヴォイア・マルケッティ S.74
サヴォイア・マルケッティ S.74
パリのル・ブルジェ空港に駐機するS.74（手前）、1935年
- 用途：旅客機、後に軍用輸送機
- 設計者：アレッサンドロ・マルケッティ
- 製造者：サヴォイア・マルケッティ
- 運用者：LATI、イタリア王国空軍
- 初飛行：1934年11月16日
- 生産数：3機
- 運用開始：1935年
- 退役：1943年

サヴォイア・マルケッティ S.74（Savoia-Marchetti S.74）は、イタリアのサヴォイア・マルケッティでアラ・リットリア航空向けに開発された4発旅客機である。

## 設計と開発
S.74の試作機は1934年11月16日に初飛行を行った。僅か3機が製造されただけであった。

## 運用の歴史
S.74はイタリアが第二次世界大戦に参戦する1940年まで旅客輸送に使用され、その後イタリア王国空軍で軍用輸送機として使用された。3機共に戦争期間中に失われた。

## 運用

### 民間運用
イタリア
- LATI

### 軍事運用
イタリア
- イタリア王国空軍

## 要目
(S.74) World Encyclopedia of Civil Aircraftより
- 乗員：4名
- 搭乗可能乗客数：24名
- 全長：21.36 m (70 ft 1 in)
- 全幅：29.68 m (97 ft 4.5 in)
- 全高：5.5 m (18 ft 1 in)
- 全備重量：14,000 kg (30,865 lb)
- エンジン：4 × ピアッジオ ステラ X.RC  空冷 星型エンジン、522 kW[dubious – discuss] (700 hp)
- 巡航速度：300 km/h (190 mph)
- 巡航高度：7,000 m (22,966 ft)
- 航続距離：1,000 km (621 mi)